# Ecomobile
Ecomobile is een Zwitsers merk dat zeer bijzondere overdekte motorfietsen produceert.

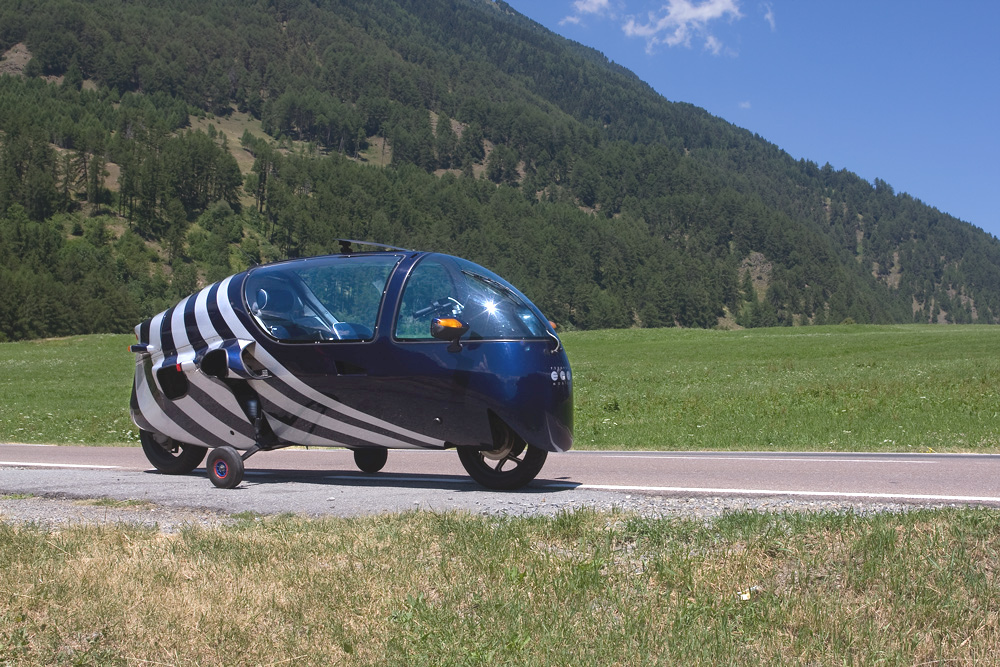
Peraves Ecomobile

De Ecomobile is een overdekt tweewielig voertuig dat werd ontwikkeld door de Zwitserse Arnold Wagner. Hij presenteerde de eerste machines in 1982.
De machines waren oorspronkelijk voorzien van BMW-boxermotoren, maar vanaf 1988 werden viercilinder BMW-blokken toegepast. De Ecomobile biedt de bestuurder niet de mogelijkheid zijn voeten aan de grond te zetten, zodat beneden de 8 km/h twee steunwieltjes uitgeklapt worden. De aandrijving geschiedt door een BMW K 100-blok, waarmee een topsnelheid van 240 km/uur gehaald wordt. De 1997-versie, voorzien van een turbo, haalt zelfs 290 km/uur. Deze is ook voorzien van ASS, een vliegtuig-staartvin die voor extra stabiliteit bij hoge snelheid zorgt. Het voertuig is ook bekend onder de namen Oemil (OEkoMobIL) of Peraves Oemil, naar Wagners bedrijf Peraves dat de machines bouwt.
Bij hetzelfde bedrijf wordt ook de Monotracer geproduceerd. Dit is een modernere, vlotter gelijnde versie van de Ecomobile, die wordt aangedreven door het inmiddels "oude", langsgeplaatste 1200 cc motorblok uit de BMW K 1200 Serie. De naam is waarschijnlijk afgeleid van de Monotrace, die in de jaren twintig in Frankrijk werd gemaakt.

## ASS
In 1996 voegde Wagner een vliegtuig-achtige staartvin toe aan zijn model, die hij ASS (Air Stabilisation System) noemde. Deze staartvin moest hetzelfde doen als bij een vliegtuig: de stabiliteit verbeteren. 